# Гзелла, Зыгмунт
Зыгмунт Гзелла (пол. Zygmunt Gzella; 2 марта 1922, Хелмно — 8 марта 2007, Лодзь) — польский музыкальный педагог.
Окончил Высшую школу музыки в Лодзи, изучал также педагогику на философском факультете Лодзинского университета. Работал учителем музыки в школах и детских домах. С конца 1950-х гг. более двух десятилетий был музыкальным редактором на Радио Лодзь. Спорадически выступал как дирижёр в Лодзинской опере. В 1982 г. дирижировал премьерой вокально-симфонического сочинения Ежи Бауэра «Средневековые скульптуры» (лат. Aetatis mediae sculpturae) в исполнении хора и оркестра Лодзинской филармонии.
В 1976—1999 гг. заведовал кафедрой музыкальной педагогики Музыкальной академии в Лодзи. Широко трактуя понятие музыкального образования, уделял особое внимание проблемам его развития за пределами специализированных учебных заведений. По мнению ученика Гзеллы, преподавателя теории музыки Януша Яныста, его педагогические взгляды сложились под влиянием педагогики культуры Сергея Гессена, размышлений Яна Щепаньского о социализации через культуру, эстетического учения Тадеуша Павловского. Под руководством Гзеллы кафедрой были проведены всепольские научные конференции «Теоретические основы музыкального образования» (1981), «О месте музыки в школе»(1993), «Направления и формы профессиональной деятельности выпускников музыкально-педагогической специальности» (1999) и др. Руководил хоровыми коллективами академии. В 1981—1987 гг. также её ректор — первый руководитель Лодзинской академии, избранный демократическим путём и в 1984 г. переизбранный на второй срок.
Под редакцией Гзеллы вышел сборник статей и материалов «Из истории Академии музыки в Лодзи» (пол. Z dziejów Akademii Muzycznej w Łodzi; 1991).